# ماریو شیوولیا
ماریو شیوولیا (انگلیسی: Marijo Šivolija؛ زادهٔ ۲۹ ژوئن ۱۹۸۱) بوکسور اهل کرواسی است.